# Cour suprême du Vermont
La  Cour suprême du Vermont est la plus haute autorité judiciaire de l'américain du Vermont.

## Fonction
La Cour entend principalement les appels des cas qui ont été jugés par des tribunaux inférieurs. La Cour suprême possède de plus le contrôle administratif global du système judiciaire de l'État du Vermont et régit les règles administratives et de procédure pour tous les tribunaux.
Le juge en chef de la Cour suprême du Vermont sert également de président au Conseil législatif de l'Assemblée générale du Vermont. Ce conseil est responsable de l'étude des redécoupages de la carte électorale (cependant, la législature de l'État du Vermont doit approuver toute proposition de redécoupage du conseil).

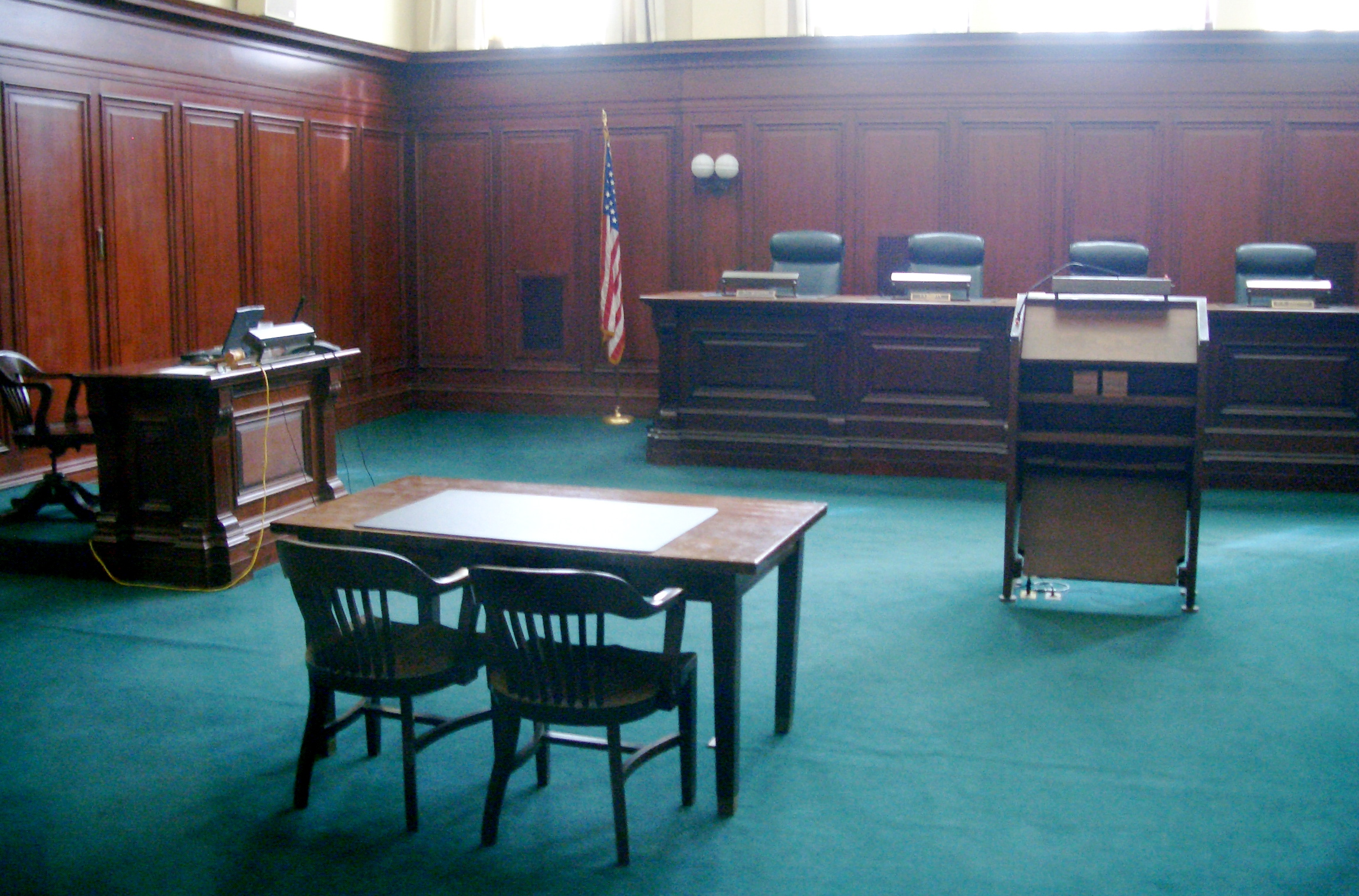
La salle d'audience de la Cour Suprême du Vermont

## Composition
La Cour se compose d'un juge en chef et quatre juges associés. Les juges de la Cour suprême sont nommés par le gouverneur du Vermont avec la confirmation par le Sénat du Vermont. Quand un départ se produit, un comité (Judicial nominating commission) soumet au gouverneur des noms de personnes qu'il juge aptes à être nommées juges.
Tous les juges de la Cour suprême sont nommés pour un terme tous les six ans. Un comité permanent (Joint Committee on Judicial Retention) évalue le rendement de chacun des juges au cours de son mandat et indique à l'Assemblée générale du Vermont si ce juge devrait être conservé pour une durée additionnelle sur le banc de la Cour Suprême quand son mandat expire. Ce comité se compose de quatre membres de la Chambre des représentants du Vermont (nommés par le président de la Chambre) et quatre membres du Sénat du Vermont. Après des discussions et un débat public, l'Assemblée générale du Vermont vote à bulletin secret.
Les juges peuvent être destitués par un vote par deux tiers des voix de l'Assemblée générale du Vermont. Au Vermont, la législature d'État joue un rôle plus important dans la sélection et la rétention des juges des tribunaux de l'État que dans la plupart des autres États américains.
Le juge en chef actuel est Paul L. Reiber. Il a été nommé juge adjoint à la Cour Suprême en octobre 2003 par le gouverneur du Vermont Jim Douglas. Puis Reiber a été assermenté à titre de juge en chef de la Cour Suprême le 17 décembre 2004.
| Fonction     | Nom              | Année de nomination | Nommé par le gouverneur |
| ------------ | ---------------- | ------------------- | ----------------------- |
| Juge en chef | Paul Reiber      | 2003                | Jim Douglas             |
| Juge associé | John Dooley      | 1987                | Madeleine May Kunin     |
| Juge associé | Denise Johnson   | 1990                | Madeleine May Kunin     |
| Juge associé | Marilyn Skoglund | 1997                | Howard Dean             |
| Juge associé | Brian L. Burgess | 2005                | Jim Douglas             |